# Мичел Салгадо
Мигел Анхел Салгадо Фернандез (шп. Miguel Ángel Salgado Fernández; Ас Невес, 22. октобар 1975) бивши је шпански фудбалер који је играо на позицији десног бека. Носио је надимак Il Due по броју два који је носио на дресу. У шпанском првенству одиграо је 343 утакмице и постигао 7 голова. Провео је 15 сезона играјући за Селту, Саламанку (на позајмици) и Реал Мадрид где је провео најдуже времена, 10 сезона.
За репрезентацију Шпаније је наступао 53 пута, укључујући и мечеве на Европском првенству 2000. и Светском првенству 2006.
Након фудбалске каријере опробао се и у футсалу у Индији, а касније је постао сувласник Гибралтар јунајтеда.

## Успеси

### Клуб
Реал Мадрид
- Прва лига Шпаније: 2000/01., 2002/03, 2006/07, 2007/08.
- Суперкуп Шпаније: 2001, 2003, 2008.
- УЕФА Лига шампиона: 1999/00,[5] 2001/02.[6]
- Интерконтинентални куп: 2002.[7]
- УЕФА суперкуп: 2002.[8]

### Репрезентација
Шпанија до 21
- Европско првенство у фудбалу до 21 године: 1998.[9]